# مارته الدن
مارته الدن (انگلیسی: Marte Elden؛ زادهٔ ۴ ژوئیهٔ ۱۹۸۶) اسکی‌باز صحرانوردی، و ورزشکار دو و میدانی اهل نروژ است.